# Jarosław Wsiewołodowicz
Jarosław Wsiewołodowicz (ros. Ярослав Всеволодович, 1139—1198) - książę czernihowski (1179-1198). 
Był synem Wsiewołoda II Olegowicza, bratem Światosława Wsiewołodowicza i Zwinisławy Wsiewołodownej.
Władzę w księstwie czernihowskim sprawował po śmierci starszego brata, Światosława w 1194.
Po śmierci ojca rządził w Starodubiu, a od 1177 r. w Czernihowie. Od końca lat pięćdziesiątych XII w. Jarosław Wsiewołodowycz brał udział w walkach o Kijów po stronie rodu Olegowiczów. Kiedy w połowie 1181 r. na tron w Kijowie wstąpił jego starszy brat Światosław Wsiewołodycz, oddał tron czernihowski Jarosławowi. Po śmierci brata, wielkiego księcia kijowskiego Światosława Wsiewołodowycza, walczył z Rurykiem Rościsławiczem o tron kijowski.
Wobec Połowców politykę nieskoordynowaną z pozostałymi książętami – nie brał udziału w kampaniach przeciwko Połowcom w latach 1184 i 1185 (kampania Igora Światosławicza), a także przerwał kampanię powszechną przeciwko Połowcom w 1187 r.
W 1195 roku Ruryk Rościsławicz książę kijowski i Wsiewołod III Wielkie Gniazdo książę włodzimiersko-suzdalski, zaczęli żądać, aby Olegowicze (w tym Jarosław jako najstarszy z nich) publicznie zrzekli się roszczeń do tronu kijowskiego. W latach 1195 i 1196 Ruryk Rościsławowicz i Wsiewołod Jurijowycz przeprowadzili dwie wyprawy przeciwko Jarosławowi w Czernihowie. Za każdym razem Olegowiczom udało się wywołać niezgodę wśród sojuszników, czyniąc ustępstwa wobec Wsiewołoda Jurijowicza, co umożliwiło Jarosławowi zatrzymanie tronu Czernihowa dla siebie aż do śmierci.

Zmarł w Czernihowie, przed śmiercią złożył śluby zakonne pod imieniem Wasilij; pochowany w katedrze Spasskiej.

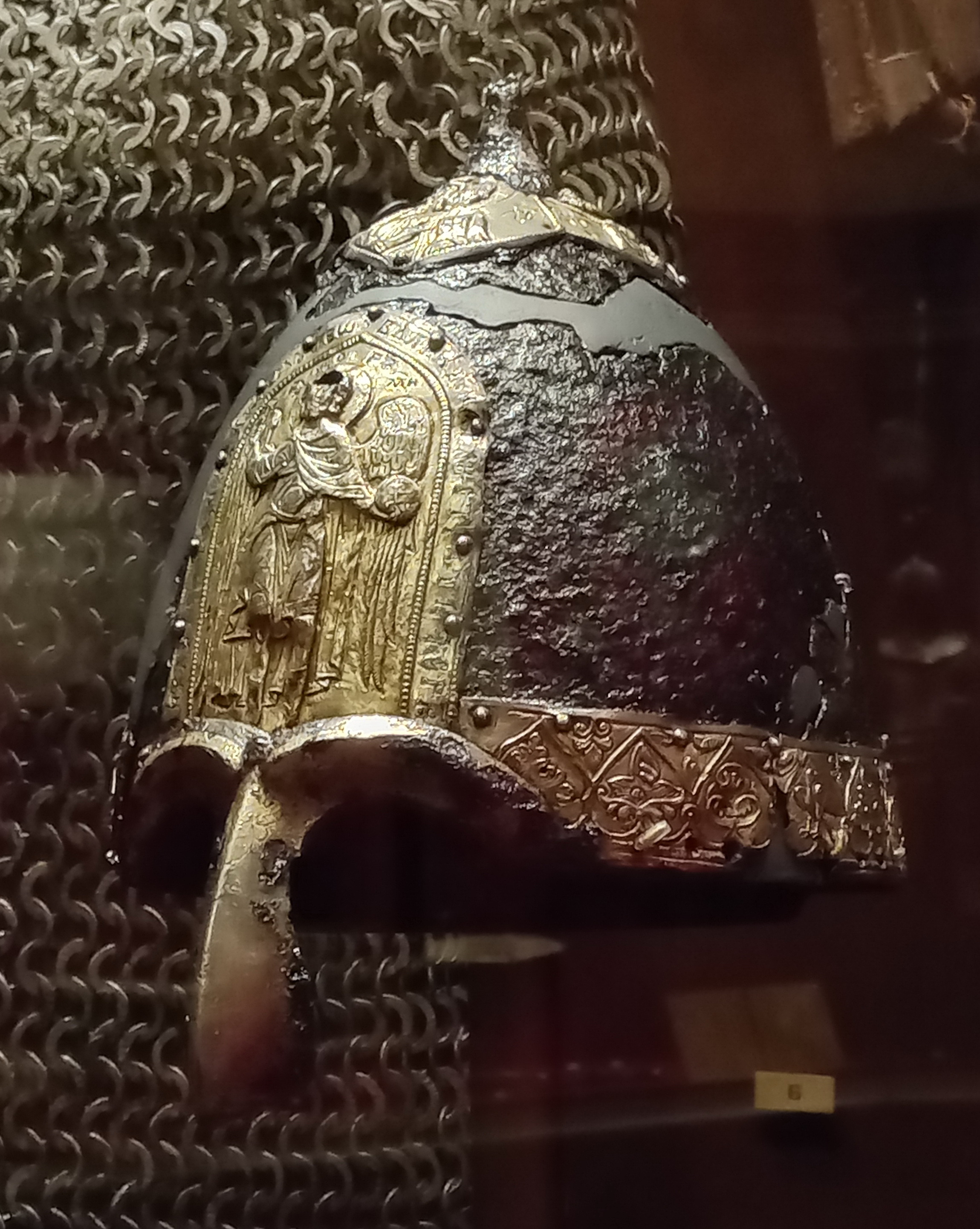
Hełm Jarosława Wsiewołodowicza (XII wiek)
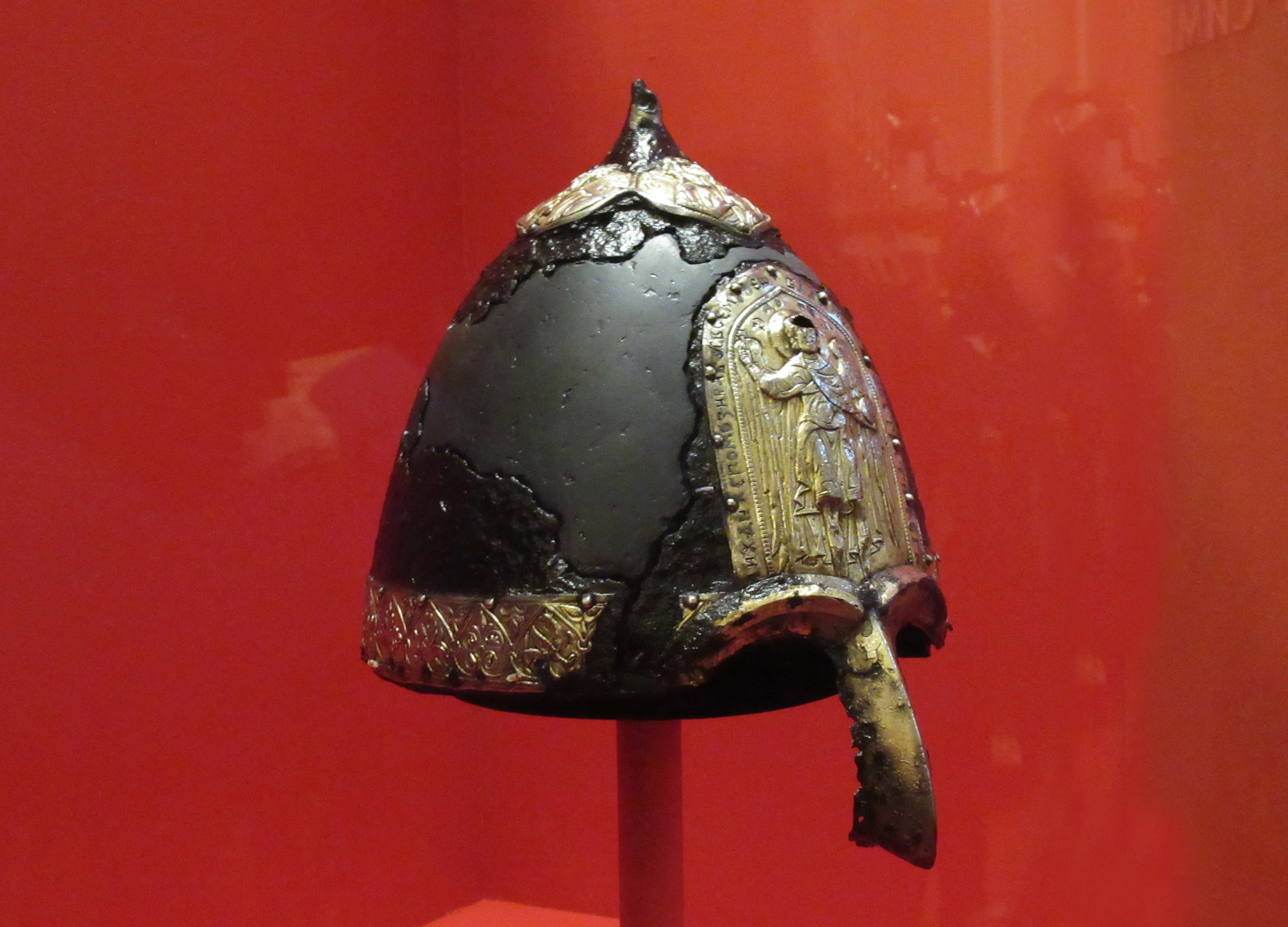
Hełm Jarosława Wsiewołodowicza (XII wiek)